# موانئ اليمن

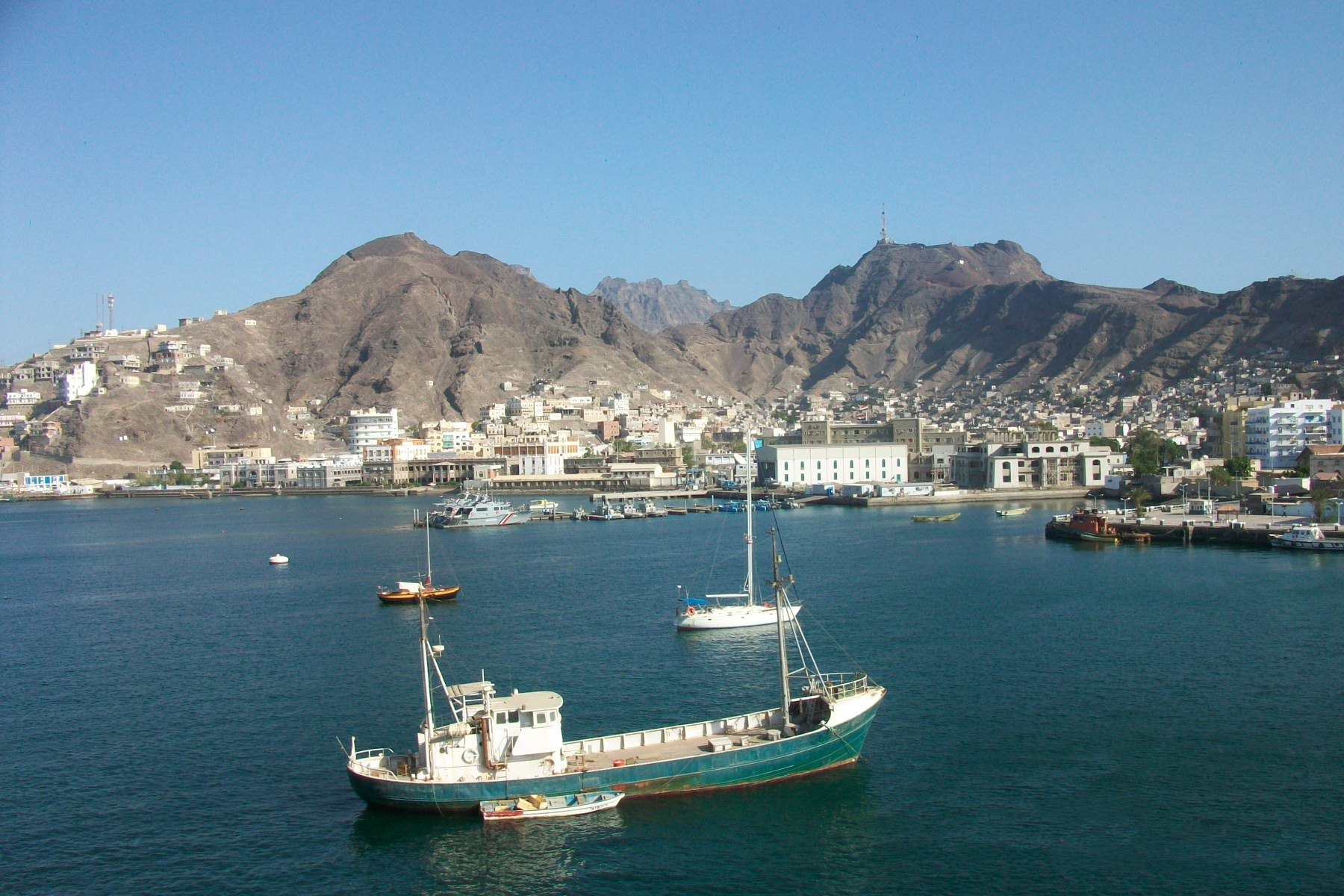
ميناء عدن

موانئ اليمن تملك اليمن العديد من الموانئ أهمها ميناء عدن وميناء الحديدة وتتبع الموانئ وزارة النقل اليمنية.

## الموانئ
- مؤسسة موانئ خليج عدن اليمنية (ميناء عدن).
- مؤسسة موانئ البحر العربي اليمنية.[2] (ميناء المكلا - ميناء سقطرى - ميناء نشطون).
- مؤسسة موانئ البحر الأحمر اليمنية (ميناء الحديدة - ميناء المخاء).